# Liga Środkowoeuropejska w piłce siatkowej mężczyzn (2010/2011)
Liga Środkowoeuropejska siatkarzy 2010/2011 - 6. sezon rozgrywek o mistrzostwo Middle European Volleyball Zonal Association (MEVZA). Zainaugurowany został w październiku 2010 roku i trwał do wiosny 2011 roku.
Po raz pierwszy w historii Ligi Środkowoeuropejskiej miała wystąpić w niej w ramach przygotowań do Mistrzostw Europy 2011 reprezentacja Austrii. 
W sezonie 2010/2011 w Lidze Mistrzów MEVZA reprezentował austriacki klub Hypo Tirol Volleyballteam oraz słoweński klub ACH Volley Bled.

## System rozgrywek
W fazie zasadniczej 10 zespołów rozegrał spotkania system każdy z każdym, mecz i rewanż. Cztery najlepsze drużyny kwalifikuja się do turnieju finałowego (Final Four), w którym rozegrane półfinały, mecz o 3. miejsce i mecz o mistrzostwo.

## Drużyny uczestniczące
| | Liga Środkowoeuropejska 2009/2010 |   |     |
| --- | --------------------------------- | - | --- |
| BLE | ACH Volley Bled                   | 1 | LM  |
| HOT | hotVolleys Wiedeń                 | 2 | CEV |
| TIR | Hypo Tirol Volleyballteam         | 3 | LM  |
| MLA | HAOK Mladost Zagrzeb              | 4 | CEV |
| AIC | SK Posojilnica Aich/Dob           | 5 | Ch  |
| KAP | Fino Kaposvár SE                  | 6 | CEV |
| SAL | Salonit Anhovo Kanal              | 7 | CEV |
| HUM | VK Chemes Humenné                 | 8 | Ch  |
| | Nowi uczestnicy                   |   |     |
| AUT | Austria                           |   |     |
| KAŠ | OK Mladost Marina Kaštela         |   | Ch  |
| Oznaczenia: - kolumna pierwsza – skróty nazw drużyn wpisane na mapie (jeśli ta została zamieszczona), - kolumna trzecia – miejsce zajęte przez daną drużynę w poprzednim sezonie. |                                   |   |     |

## Faza zasadnicza

### Tabela wyników
| Gospodarz \ Gość1         | BLE | HOT | TIR | MLA | AIC | KAP | SAL | HUM | AUT | KAŠ |
| ACH Volley Bled           |     | 3:0 | 3:0 | 3:0 | 3:0 | 3:1 | 3:0 | 3:1 | 3:1 | 3:0 |
| hotVolleys Wiedeń         | 0:3 |     | 0:3 | 3:0 | 1:3 | 1:3 | 0:3 | 2:3 | 3:0 | 0:3 |
| Hypo Tirol Volleyballteam | 3:2 | 3:1 |     | 3:0 | 3:1 | 3:0 | 3:0 | 3:0 | 3:0 | 3:0 |
| HAOK Mladost Zagrzeb      | 1:3 | 2:3 | 2:3 |     | 0:3 | 3:0 | 3:0 | 1:3 | 1:3 | 1:3 |
| SK Posojilnica Aich/Dob   | 2:3 | 1:3 | 3:1 | 3:1 |     | 3:1 | 3:0 | 3:1 | 3:1 | 3:0 |
| Fino Kaposvár SE          | 0:3 | 3:1 | 0:3 | 3:2 | 1:3 |     | 1:3 | 3:0 | 1:3 | 0:3 |
| Salonit Anhovo Kanal      | 0:3 | 3:0 | 1:3 | 3:1 | 1:3 | 3:1 |     | 3:2 | 3:1 | 0:3 |
| VK Chemes Humenné         | 0:3 | 3:1 | 0:3 | 3:0 | 0:3 | 3:0 | 2:3 |     | 3:0 | 0:3 |
| Austria                   | 1:3 | 2:3 | 0:3 | 1:3 | 2:3 | 0:3 | 2:3 | 1:3 |     | 3:0 |
| OK Mladost Marina Kaštela | 0:3 | 3:1 | 3:2 | 3:0 | 0:3 | 0:3 | 3:0 | 3:0 | 1:3 |     |

Źródło: 
1 Drużyna gospodarzy jest wymieniona po lewej stronie tabeli.
Kolory:
  zwycięstwo gospodarzy 3:0 lub 3:1
  zwycięstwo gospodarzy 3:2
  zwycięstwo gości 3:0 lub 3:1
  zwycięstwo gości 3:2

### Terminarz i wyniki spotkań
|  |  | 1. KOLEJKA |  |
|  |  | ---------- |  |

| 01.10.2010 | Fino Kaposvár SE          | 1:3 (22:25, 25:19, 33:35, 27:29)        | SK Posojilnica Aich/Dob   |
| 02.10.2010 | OK Mladost Marina Kaštela | 3:1 (25:19, 25:15, 25:27, 25:21)        | hotVolleys Wiedeń         |
| 30.10.2010 | ACH Volley Bled           | 3:1 (17:25, 25:14, 25:23, 25:18)        | VK Chemes Humenné         |
| 05.12.2010 | Hypo Tirol Volleyballteam | 3:0 (25:18, 25:17, 25:17)               | HAOK Mladost Zagrzeb      |
| 18.12.2010 | Austria                   | 2:3 (25:16, 26:28, 17:25, 31:29, 7:15)  | Salonit Anhovo Kanal      |
|            |                           | 2. KOLEJKA                              |                           |
| 09.10.2010 | OK Mladost Marina Kaštela | 0:3 (18:25, 23:25, 23:25)               | Fino Kaposvár SE          |
| 09.10.2010 | Salonit Anhovo Kanal      | 1:3 (13:25, 21:25, 25:22, 19:25)        | Hypo Tirol Volleyballteam |
| 09.10.2010 | SK Posojilnica Aich/Dob   | 2:3 (23:25, 25:19, 23:25, 25:23, 10:15) | ACH Volley Bled           |
| 11.10.2010 | hotVolleys Wiedeń         | 3:0 (25:17, 27:25, 25:16)               | HAOK Mladost Zagrzeb      |
| 19.12.2010 | Austria                   | 1:3 (24:26, 25:21, 29:31, 20:25)        | VK Chemes Humenné         |
|            |                           | 3. KOLEJKA                              |                           |
| 15.10.2010 | Fino Kaposvár SE          | 3:1 (24:26, 25:17, 25:19, 25:23)        | hotVolleys Wiedeń         |
| 15.10.2010 | Hypo Tirol Volleyballteam | 3:0 (26:24, 28:26, 25:17)               | VK Chemes Humenné         |
| 16.10.2010 | HAOK Mladost Zagrzeb      | 3:0 (25:22, 25:22, 25:20)               | Salonit Anhovo Kanal      |
| 18.10.2010 | ACH Volley Bled           | 3:0 (26:24, 25:19, 25:22)               | OK Mladost Marina Kaštela |
| 31.10.2010 | Austria                   | 2:3 (26:24, 22:25, 25:20, 19:25, 11:15) | SK Posojilnica Aich/Dob   |
|            |                           | 4. KOLEJKA                              |                           |
| 26.09.2010 | Austria                   | 3:0 (25:20, 25:22, 25:14)               | OK Mladost Marina Kaštela |
| 22.10.2010 | Fino Kaposvár SE          | 0:3 (22:25, 15:25, 20:25)               | ACH Volley Bled           |
| 22.10.2010 | hotVolleys Wiedeń         | 0:3 (26:28, 25:27, 14:25)               | Salonit Anhovo Kanal      |
| 23.10.2010 | VK Chemes Humenné         | 3:0 (25:14, 32:30, 25:13)               | HAOK Mladost Zagrzeb      |
| 23.10.2010 | SK Posojilnica Aich/Dob   | 3:1 (25:27, 25:17, 25:17, 25:20)        | Hypo Tirol Volleyballteam |
|            |                           | 5. KOLEJKA                              |                           |
| 29.10.2010 | Hypo Tirol Volleyballteam | 3:0 (25:21, 25:19, 25:17)               | OK Mladost Marina Kaštela |
| 30.10.2010 | HAOK Mladost Zagrzeb      | 0:3 (21:25, 19:25, 17:25)               | SK Posojilnica Aich/Dob   |
| 30.10.2010 | Austria                   | 0:3 (23:25, 20:25, 18:25)               | Fino Kaposvár SE          |
| 31.10.2010 | Salonit Anhovo Kanal      | 3:2 (18:25, 25:17, 37:35, 24:26, 15:5)  | VK Chemes Humenné         |
| 08.11.2010 | ACH Volley Bled           | 3:0 (25:19, 25:20, 25:22)               | hotVolleys Wiedeń         |
|            |                           | 6. KOLEJKA                              |                           |
| 27.09.2010 | Austria                   | 1:3 (19:25, 26:28, 25:23, 24:26)        | ACH Volley Bled           |
| 05.11.2010 | Fino Kaposvár SE          | 0:3 (22:25, 20:25, 24:26)               | Hypo Tirol Volleyballteam |
| 06.11.2010 | OK Mladost Marina Kaštela | 3:0 (25:16, 25:23, 25:15)               | HAOK Mladost Zagrzeb      |
| 06.11.2010 | SK Posojilnica Aich/Dob   | 3:0 (25:19, 25:14, 25:23)               | Salonit Anhovo Kanal      |
| 20.12.2010 | hotVolleys Wiedeń         | 2:3 (25:18, 20:25, 25:22, 19:25, 9:15)  | VK Chemes Humenné         |
|            |                           | 7. KOLEJKA                              |                           |
| 29.10.2010 | Austria                   | 2:3 (25:22, 25:22, 23:25, 10:25, 12:15) | hotVolleys Wiedeń         |
| 13.11.2010 | HAOK Mladost Zagrzeb      | 3:0 (25:22, 25:21, 25:17)               | Fino Kaposvár SE          |
| 13.11.2010 | VK Chemes Humenné         | 0:3 (15:25, 18:25, 21:25)               | SK Posojilnica Aich/Dob   |
| 13.11.2010 | Salonit Anhovo Kanal      | 0:3 (25:27, 22:25, 20:25)               | OK Mladost Marina Kaštela |
| 29.01.2011 | Hypo Tirol Volleyballteam | 3:2 (25:22, 18:25, 20:25, 25:21, 15:13) | ACH Volley Bled           |
|            |                           | 8. KOLEJKA                              |                           |
| 28.09.2010 | Austria                   | 0:3 (22:25, 20:25, 16:25)               | Hypo Tirol Volleyballteam |
| 19.11.2010 | Fino Kaposvár SE          | 1:3 (25:22, 20:25, 22:25, 19:25)        | Salonit Anhovo Kanal      |
| 20.11.2010 | OK Mladost Marina Kaštela | 3:0 (25:18, 35:33, 25:16)               | VK Chemes Humenné         |
| 20.11.2010 | ACH Volley Bled           | 3:0 (25:16, 25:21, 25:14)               | HAOK Mladost Zagrzeb      |
| 22.11.2010 | hotVolleys Wiedeń         | 1:3 (15:25, 25:19, 25:27, 21:25)        | SK Posojilnica Aich/Dob   |
|            |                           | 9. KOLEJKA                              |                           |
| 28.11.2010 | Salonit Anhovo Kanal      | 0:3 (20:25, 17:25, 20:25)               | ACH Volley Bled           |
| 29.11.2010 | VK Chemes Humenné         | 3:0 (25:20, 25:18, 25:19)               | Fino Kaposvár SE          |
| 29.11.2010 | Hypo Tirol Volleyballteam | 3:1 (25:22, 25:19, 23:25, 25:15)        | hotVolleys Wiedeń         |
| 31.01.2011 | Austria                   | 1:3 (15:25, 25:11, 19:25, 15:25)        | HAOK Mladost Zagrzeb      |
| 12.02.2011 | SK Posojilnica Aich/Dob   | 3:0 (25:15, 25:17, 25:23)               | OK Mladost Marina Kaštela |

|  |  | 10. KOLEJKA |  |
|  |  | ----------- |  |

| 04.12.2010 | SK Posojilnica Aich/Dob   | 3:1 (25:18, 17:25, 28:26, 25:23)        | Fino Kaposvár SE          |
| 03.12.2010 | hotVolleys Wiedeń         | 0:3 (29:31, 24:26, 21:25)               | OK Mladost Marina Kaštela |
| 04.12.2010 | VK Chemes Humenné         | 0:3 (21:25, 17:25, 17:25)               | ACH Volley Bled           |
| 04.12.2010 | HAOK Mladost Zagrzeb      | 2:3 (25:14, 25:22, 16:25, 22:25, 13:15) | Hypo Tirol Volleyballteam |
| 15.01.2011 | Austria                   | 1:3 (25:21, 18:25, 20:25, 18:25)        | Salonit Anhovo Kanal      |
|            |                           | 11. KOLEJKA                             |                           |
| 20.02.2011 | Fino Kaposvár SE          | 0:3 (21:25, 21:25, 17:25)               | OK Mladost Marina Kaštela |
| 07.01.2011 | Hypo Tirol Volleyballteam | 3:0 (25:23, 26:24, 25:18)               | Salonit Anhovo Kanal      |
| 18.12.2010 | ACH Volley Bled           | 3:0 (25:17, 25:14, 25:9)                | SK Posojilnica Aich/Dob   |
| 12.10.2010 | HAOK Mladost Zagrzeb      | 2:3 (25:23, 26:24, 18:25, 24:26, 15:17) | hotVolleys Wiedeń         |
| 13.02.2011 | Austria                   | 0:3 (18:25, 23:25, 22:25)               | VK Chemes Humenné         |
|            |                           | 12. KOLEJKA                             |                           |
| 03.01.2011 | hotVolleys Wiedeń         | 1:3 (20:25, 25:19, 21:25, 16:25)        | Fino Kaposvár SE          |
| 07.11.2010 | VK Chemes Humenné         | 0:3 (22:25, 14:25, 22:25)               | Hypo Tirol Volleyballteam |
| 02.01.2011 | Salonit Anhovo Kanal      | 3:1 (25:22, 25:16, 21:25, 25:19)        | HAOK Mladost Zagrzeb      |
| 02.01.2011 | OK Mladost Marina Kaštela | 0:3 (21:25, 18:25, 18:25)               | ACH Volley Bled           |
| 29.01.2011 | Austria                   | 1:3 (25:23, 23:25, 23:25, 18:25)        | SK Posojilnica Aich/Dob   |
|            |                           | 13. KOLEJKA                             |                           |
| 11.02.2011 | Austria                   | 3:1 (28:26, 27:29, 25:18, 25:23)        | OK Mladost Marina Kaštela |
| 08.01.2011 | ACH Volley Bled           | 3:1 (16:25, 25:19, 25:12, 25:10)        | Fino Kaposvár SE          |
| 09.01.2011 | Salonit Anhovo Kanal      | 3:0 (25:16, 25:22, 25:22)               | hotVolleys Wiedeń         |
| 08.01.2011 | HAOK Mladost Zagrzeb      | 1:3 (24:26, 25:23, 17:25, 18:25)        | VK Chemes Humenné         |
| 24.01.2011 | Hypo Tirol Volleyballteam | 3:1 (25:19, 25:20, 21:25, 25:21)        | SK Posojilnica Aich/Dob   |
|            |                           | 14. KOLEJKA                             |                           |
| 15.01.2011 | OK Mladost Marina Kaštela | 3:2 (23:25, 26:24, 25:19, 18:25, 15:10) | Hypo Tirol Volleyballteam |
| 15.01.2011 | SK Posojilnica Aich/Dob   | 3:1 (23:25, 25:20, 25:14, 25:20)        | HAOK Mladost Zagrzeb      |
| 17.12.2010 | Austria                   | 3:1 (25:21, 19:25, 25:20, 30:28)        | Fino Kaposvár SE          |
| 16.01.2011 | VK Chemes Humenné         | 2:3 (25:21, 20:25, 25:23, 23:25, 15:17) | Salonit Anhovo Kanal      |
| 17.01.2011 | hotVolleys Wiedeń         | 0:3 (18:25, 18:25, 21:25)               | ACH Volley Bled           |
|            |                           | 15. KOLEJKA                             |                           |
| 16.01.2011 | Austria                   | 1:3 (25:22, 21:25, 19:25, 21:25)        | ACH Volley Bled           |
| 22.01.2011 | Hypo Tirol Volleyballteam | 3:0 (25:18, 25:18, 25:23)               | Fino Kaposvár SE          |
| 22.01.2011 | HAOK Mladost Zagrzeb      | 1:3 (22:25, 16:25, 25:19, 19:25)        | OK Mladost Marina Kaštela |
| 21.01.2011 | Salonit Anhovo Kanal      | 1:3 (16:25, 24:26, 25:21, 22:25)        | SK Posojilnica Aich/Dob   |
| 06.11.2010 | VK Chemes Humenné         | 3:1 (21:25, 25:15, 27:25, 25:15)        | hotVolleys Wiedeń         |
|            |                           | 16. KOLEJKA                             |                           |
| 13.01.2011 | Austria                   | 0:3 (23:25, 23:25, 17:25)               | hotVolleys Wiedeń         |
| 28.01.2011 | Fino Kaposvár SE          | 3:2 (25:16, 25:23, 15:25, 25:27, 15:10) | HAOK Mladost Zagrzeb      |
| 16.10.2010 | SK Posojilnica Aich/Dob   | 3:1 (25:23, 25:27, 25:21, 25:14)        | VK Chemes Humenné         |
| 11.12.2010 | OK Mladost Marina Kaštela | 3:0 (26:24, 25:21, 25:23)               | Salonit Anhovo Kanal      |
| 13.11.2010 | ACH Volley Bled           | 3:0 (25:22, 25:23, 26:24)               | Hypo Tirol Volleyballteam |
|            |                           | 17. KOLEJKA                             |                           |
| 12.02.2011 | Austria                   | 0:3 (22:25, 19:25, 17:25)               | Hypo Tirol Volleyballteam |
| 10.10.2010 | Salonit Anhovo Kanal      | 3:1 (26:24, 25:19, 21:25, 28:26)        | Fino Kaposvár SE          |
| 06.02.2011 | VK Chemes Humenné         | 0:3 (20:25, 23:25, 23:25)               | OK Mladost Marina Kaštela |
| 14.02.2011 | HAOK Mladost Zagrzeb      | 1:3 (25:23, 21:25, 19:25, 14:25)        | ACH Volley Bled           |
| 19.02.2011 | SK Posojilnica Aich/Dob   | 1:3 (23:25, 25:17, 20:25, 21:25)        | hotVolleys Wiedeń         |
|            |                           | 18. KOLEJKA                             |                           |
| 05.02.2011 | ACH Volley Bled           | 3:0 (26:24, 25:19, 25:19)               | Salonit Anhovo Kanal      |
| 11.02.2011 | Fino Kaposvár SE          | 3:0 (25:23, 25:16, 25:22)               | VK Chemes Humenné         |
| 17.02.2011 | hotVolleys Wiedeń         | 0:3 (18:25, 16:25, 13:25)               | Hypo Tirol Volleyballteam |
| 30.01.2011 | Austria                   | 3:1 (25:18, 23:25, 25:17, 25:20)        | HAOK Mladost Zagrzeb      |
| 08.01.2011 | OK Mladost Marina Kaštela | 0:3 (21:25, 22:25, 18:25)               | SK Posojilnica Aich/Dob   |

### Tabela fazy zasadniczej
| Lp. | Drużyna                   | Pkt | Mecze | Mecze | Mecze | Rodzaj wyniku | Rodzaj wyniku | Rodzaj wyniku | Rodzaj wyniku | Rodzaj wyniku | Rodzaj wyniku | Sety | Sety | Sety  | Małe punkty | Małe punkty | Małe punkty |
| Lp. | Drużyna                   | Pkt | M     | W     | P     | 3:0           | 3:1           | 3:2           | 2:3           | 1:3           | 0:3           | wyg. | prz. | stos. | zdob.       | str.        | stos.       |
| --- | ------------------------- | --- | ----- | ----- | ----- | ------------- | ------------- | ------------- | ------------- | ------------- | ------------- | ---- | ---- | ----- | ----------- | ----------- | ----------- |
| 1   | ACH Volley Bled           | 51  | 18    | 17    | 1     | 11            | 5             | 1             | 1             | 0             | 0             | 53   | 10   | 5.3   | 1521        | 1245        | 1.22        |
| 2   | Hypo Tirol Volleyballteam | 44  | 18    | 15    | 3     | 10            | 3             | 2             | 1             | 1             | 1             | 48   | 16   | 3     | 1504        | 1321        | 1.14        |
| 3   | SK Posojilnica Aich/Dob   | 42  | 18    | 14    | 4     | 5             | 8             | 1             | 1             | 2             | 1             | 46   | 22   | 2.09  | 1596        | 1463        | 1.09        |
| 4   | OK Mladost Marina Kaštela | 29  | 18    | 10    | 8     | 7             | 2             | 1             | 0             | 1             | 7             | 31   | 28   | 1.11  | 1357        | 1353        | 1           |
| 5   | Salonit Anhovo Kanal      | 24  | 18    | 9     | 9     | 2             | 4             | 3             | 0             | 2             | 7             | 29   | 37   | 0.78  | 1491        | 1514        | 0.98        |
| 6   | VK Chemes Humenné         | 22  | 18    | 7     | 11    | 3             | 3             | 1             | 2             | 2             | 7             | 27   | 38   | 0.71  | 1446        | 1497        | 0.97        |
| 7   | Fino Kaposvár SE          | 17  | 18    | 6     | 12    | 3             | 2             | 1             | 0             | 6             | 6             | 24   | 40   | 0.6   | 1420        | 1495        | 0.95        |
| 8   | Austria                   | 15  | 18    | 4     | 14    | 1             | 3             | 0             | 3             | 6             | 5             | 24   | 45   | 0.53  | 1505        | 1614        | 0.93        |
| 9   | hotVolleys Wiedeń         | 14  | 18    | 5     | 13    | 2             | 1             | 2             | 1             | 6             | 6             | 23   | 44   | 0.52  | 1427        | 1565        | 0.91        |
| 10  | HAOK Mladost Zagrzeb      | 12  | 18    | 3     | 15    | 2             | 1             | 0             | 3             | 6             | 6             | 21   | 46   | 0.46  | 1361        | 1561        | 0.87        |

Źródło: 
Punktacja: 3:0 i 3:1 – 3 pkt; 3:2 – 2 pkt; 2:3 – 1 pkt; 1:3 i 0:3 – 0 pkt
Zasady ustalania kolejności: 1. liczba punktów; 2. stosunek setów; 3. stosunek małych punktów; 4. bilans w bezpośrednich meczach

### Zmiany w tabeli fazy zasadniczej
| Klub                      | 1  | 2  | 3  | 4  | 5  | 6  | 7  | 8  | 9  | 10 | 11 | 12 | 13 | 14 | 15 | 16 | 17 | 18 |
| ------------------------- | -- | -- | -- | -- | -- | -- | -- | -- | -- | -- | -- | -- | -- | -- | -- | -- | -- | -- |
| ACH Volley Bled           | 3  | 2  | 2  | 1  | 1  | 1  | 2  | 1  | 1  | 1  | 1  | 1  | 1  | 1  | 1  | 1  | 1  | 1  |
| Austria                   | 6  | 9  | 9  | 6  | 7  | 8  | 8  | 9  | 10 | 9  | 10 | 10 | 9  | 7  | 7  | 8  | 9  | 8  |
| VK Chemes Humenné         | 8  | 6  | 6  | 4  | 6  | 5  | 4  | 7  | 4  | 6  | 5  | 6  | 6  | 6  | 5  | 5  | 6  | 6  |
| Fino Kaposvár SE          | 7  | 4  | 3  | 5  | 4  | 4  | 5  | 6  | 7  | 8  | 8  | 7  | 7  | 8  | 8  | 7  | 8  | 7  |
| hotVolleys Wiedeń         | 9  | 5  | 5  | 8  | 8  | 9  | 9  | 8  | 9  | 10 | 9  | 9  | 10 | 10 | 10 | 10 | 7  | 9  |
| Hypo Tirol Volleyballteam | 1  | 1  | 1  | 2  | 2  | 2  | 3  | 3  | 3  | 3  | 2  | 2  | 2  | 2  | 2  | 3  | 2  | 2  |
| OK Mladost Marina Kaštela | 2  | 7  | 8  | 10 | 10 | 7  | 6  | 4  | 5  | 4  | 4  | 4  | 5  | 5  | 4  | 4  | 4  | 4  |
| HAOK Mladost Zagrzeb      | 10 | 10 | 7  | 9  | 9  | 10 | 10 | 10 | 8  | 7  | 7  | 8  | 8  | 9  | 9  | 9  | 10 | 10 |
| Salonit Anhovo Kanal      | 5  | 8  | 10 | 7  | 5  | 6  | 7  | 5  | 6  | 5  | 6  | 5  | 4  | 4  | 6  | 6  | 5  | 5  |
| SK Posojilnica Aich/Dob   | 4  | 3  | 4  | 3  | 3  | 3  | 1  | 2  | 2  | 2  | 3  | 3  | 3  | 3  | 3  | 2  | 3  | 3  |

## Final Four

### Drabinka
|  |                           |                           |                           |                           |   |                 |                 |       |
|  | Półfinały                 | Półfinały                 | Półfinały                 |                           |   | Finał           | Finał           | Finał |
|  | Półfinały                 | Półfinały                 | Półfinały                 |                           |   | Finał           | Finał           | Finał |
|  |                           |                           |                           |                           |   |                 |                 |       |
|  |                           |                           |                           |                           |   |                 |                 |       |
|  | ACH Volley Bled           | ACH Volley Bled           | 3                         |                           |   |                 |                 |       |
|  | ACH Volley Bled           | ACH Volley Bled           | 3                         |                           |   |                 |                 |       |
|  | OK Mladost Marina Kaštela | OK Mladost Marina Kaštela | 0                         |                           |   |                 |                 |       |
|  | OK Mladost Marina Kaštela | OK Mladost Marina Kaštela | 0                         |                           |   | ACH Volley Bled | ACH Volley Bled | 3     |
|  |                           |                           |                           |                           |   | ACH Volley Bled | ACH Volley Bled | 3     |
|  |                           |                           | Hypo Tirol Volleyballteam | Hypo Tirol Volleyballteam | 0 |                 |                 |       |
|  | Hypo Tirol Volleyballteam | Hypo Tirol Volleyballteam | Hypo Tirol Volleyballteam | Hypo Tirol Volleyballteam | 0 | 3               |                 |       |
|  | Hypo Tirol Volleyballteam | Hypo Tirol Volleyballteam |                           |                           |   |                 |                 |       |
|  | SK Posojilnica Aich/Dob   | SK Posojilnica Aich/Dob   | 1                         |                           |   |                 |                 |       |
|  | SK Posojilnica Aich/Dob   | SK Posojilnica Aich/Dob   | 1                         | Mecz o 3. miejsce         |   |                 |                 |       |
|  |                           |                           |                           |                           |   |                 |                 |       |
|  |                           |                           |                           |                           |   |                 |                 |       |
|  |                           |                           |                           |                           |   |                 |                 |       |
|  | OK Mladost Marina Kaštela | OK Mladost Marina Kaštela | 3                         |                           |   |                 |                 |       |
|  | OK Mladost Marina Kaštela | OK Mladost Marina Kaštela | 3                         |                           |   |                 |                 |       |
|  | SK Posojilnica Aich/Dob   | SK Posojilnica Aich/Dob   | 2                         |                           |   |                 |                 |       |
|  | SK Posojilnica Aich/Dob   | SK Posojilnica Aich/Dob   | 2                         |                           |   |                 |                 |       |

### Półfinały
| 20.03.2011 | ACH Volley Bled | 3:0 (25:16, 28:26, 25:23) | OK Mladost Marina Kaštela |

| 20.03.2011 | Hypo Tirol Volleyballteam | 3:1 (25:19, 23:25, 25:22, 25:19) | SK Posojilnica Aich/Dob |

### Mecz o 3. miejsce
| 21.03.2011 | OK Mladost Marina Kaštela | 3:2 (25:14, 19:25, 18:25, 25:23, 16:14) | SK Posojilnica Aich/Dob |

### Finał
| 21.03.2011 | ACH Volley Bled | 3:0 (25:22, 25:22, 26:24) | Hypo Tirol Volleyballteam |

## Klasyfikacja końcowa
| Miejsce | Zespół                    |
| ------- | ------------------------- |
| 1       | ACH Volley Bled           |
| 2       | Hypo Tirol Volleyballteam |
| 3       | OK Mladost Marina Kaštela |
| 4       | SK Posojilnica Aich/Dob   |
| 5       | Salonit Anhovo Kanal      |
| 6       | VK Chemes Humenné         |
| 7       | Fino Kaposvár SE          |
| 8       | Austria                   |
| 9       | hotVolleys Wiedeń         |
| 10      | HAOK Mladost Zagrzeb      |

## Statystyki, varia

### Sety, małe punkty
| Kolejka | Sety | Średnio na mecz | Małe punkty | Średnio na set |
| ------- | ---- | --------------- | ----------- | -------------- |
| 1       | 20   | 4,00            | 915         | 45,75          |
| 2       | 19   | 3,80            | 863         | 45,42          |
| 3       | 18   | 3,60            | 822         | 45,67          |
| 4       | 16   | 3,20            | 728         | 45,50          |
| 5       | 17   | 3,40            | 763         | 44,88          |
| 6       | 18   | 3,60            | 801         | 44,50          |
| 7       | 19   | 3,80            | 821         | 43,21          |
| 8       | 17   | 3,40            | 776         | 45,65          |
| 9       | 17   | 3,40            | 733         | 43,12          |
| 10      | 19   | 3,80            | 852         | 44,84          |
| 11      | 17   | 3,40            | 751         | 44,18          |
| 12      | 18   | 3,60            | 806         | 44,78          |
| 13      | 19   | 3,80            | 857         | 45,11          |
| 14      | 21   | 4,20            | 931         | 44,33          |
| 15      | 19   | 3,80            | 855         | 45,00          |
| 16      | 18   | 3,60            | 818         | 45,44          |
| 17      | 18   | 3,60            | 826         | 45,89          |
| 18      | 16   | 3,20            | 710         | 44,38          |
| Razem   | 326  | 3,62            | 14628       | 44,87          |

| Sety | Średnio na mecz | Małe punkty | Średnio na set |
| ---- | --------------- | ----------- | -------------- |
| 15   | 3,75            | 674         | 44,93          |

### Liderzy
| Kolejka | Lider                     | Kolejka | Lider           |
| ------- | ------------------------- | ------- | --------------- |
| 1       | Hypo Tirol Volleyballteam | 10      | ACH Volley Bled |
| 2       | Hypo Tirol Volleyballteam | 11      | ACH Volley Bled |
| 3       | Hypo Tirol Volleyballteam | 12      | ACH Volley Bled |
| 4       | ACH Volley Bled           | 13      | ACH Volley Bled |
| 5       | ACH Volley Bled           | 14      | ACH Volley Bled |
| 6       | ACH Volley Bled           | 15      | ACH Volley Bled |
| 7       | SK Posojilnica Aich/Dob   | 16      | ACH Volley Bled |
| 8       | ACH Volley Bled           | 17      | ACH Volley Bled |
| 9       | ACH Volley Bled           | 18      | ACH Volley Bled |

### Rankingi zawodników
| Miejsce | Zawodnik                                                |     |
| ------- | ------------------------------------------------------- | --- |
| 1       | Michael Laimer (Austria)                                | 457 |
| 2       | Paulo Victor Costa da Silva (Hypo Tirol Volleyballteam) | 317 |
| 3       | Thomas Zass (Austria)                                   | 269 |

| Miejsce | Zawodnik                                                |     |
| ------- | ------------------------------------------------------- | --- |
| 1       | Michael Laimer (Austria)                                | 394 |
| 2       | Paulo Victor Costa da Silva (Hypo Tirol Volleyballteam) | 269 |
| 3       | Thomas Zass (Austria)                                   | 235 |

| Miejsce | Zawodnik                                 |        |
| ------- | ---------------------------------------- | ------ |
| 1       | Jakub Joščák (Hypo Tirol Volleyballteam) | 61,29% |
| 2       | Justin Duff (hotVolleys Wiedeń)          | 53,33% |
| 3       | Daniel Gavan (Austria)                   | 51,33% |

| Miejsce | Zawodnik                                |        |
| ------- | --------------------------------------- | ------ |
| 1       | Daniel Lewis (ACH Volley Bled)          | 45,78% |
| 2       | Jure Ivartnik (SK Posojilnica Aich/Dob) | 43,45% |
| 3       | Philipp Kroiss (Austria)                | 43,38% |

| Miejsce | Zawodnik                                |        |
| ------- | --------------------------------------- | ------ |
| 1       | Jure Ivartnik (SK Posojilnica Aich/Dob) | 37,05% |
| 2       | Daniel Lewis (ACH Volley Bled)          | 36,00% |
| 3       | Đorđe Knežević (HAOK Mladost Zagrzeb)   | 36,00% |

| Miejsce | Zawodnik                         |    |
| ------- | -------------------------------- | -- |
| 1       | Peter Wohlfahrtstätter (Austria) | 52 |
| 2       | Michael Laimer (Austria)         | 46 |
| 3       | Gerald Reiser (Austria)          | 42 |

| Miejsce | Zawodnik                           |        |
| ------- | ---------------------------------- | ------ |
| 1       | Adam Simac (ACH Volley Bled)       | 49,06% |
| 2       | Ivan Mihalj (HAOK Mladost Zagrzeb) | 29,85% |
| 3       | Stefan Kohlegger (Austria)         | 27,78% |

| Miejsce | Zawodnik                                                |    |
| ------- | ------------------------------------------------------- | -- |
| 1       | Peter Wohlfahrtstätter (Austria)                        | 25 |
| 2       | Simon Frühbauer (Austria)                               | 24 |
| 3       | Paulo Victor Costa da Silva (Hypo Tirol Volleyballteam) | 22 |

| Miejsce | Zawodnik                              |       |
| ------- | ------------------------------------- | ----- |
| 1       | Róbert Koch (SK Posojilnica Aich/Dob) | 2,88% |
| 2       | Dejan Vinčić (ACH Volley Bled)        | 2,00% |
| 3       | Luka Krivec (Salonit Anhovo Kanal)    | 1,17% |

| Miejsce | Zawodnik                                                |    |
| ------- | ------------------------------------------------------- | -- |
| 1       | Paulo Victor Costa da Silva (Hypo Tirol Volleyballteam) | 47 |
| 2       | Andrej Grut (SK Posojilnica Aich/Dob)                   | 43 |
| 3       | Aleksandar Milkov (OK Mladost Marina Kaštela)           | 31 |

| Miejsce | Zawodnik                                                |    |
| ------- | ------------------------------------------------------- | -- |
| 1       | Paulo Victor Costa da Silva (Hypo Tirol Volleyballteam) | 40 |
| 2       | Andrej Grut (SK Posojilnica Aich/Dob)                   | 34 |
| 3       | Aleksandar Milkov (OK Mladost Marina Kaštela)           | 30 |

| Miejsce | Zawodnik                                |        |
| ------- | --------------------------------------- | ------ |
| 1       | Ivan Ćosić (OK Mladost Marina Kaštela)  | 63,33% |
| 2       | Petar Kirczew (SK Posojilnica Aich/Dob) | 57,14% |
| 3       | Kay van Dijk (ACH Volley Bled)          | 57,14% |

| Miejsce | Zawodnik                                    |        |
| ------- | ------------------------------------------- | ------ |
| 1       | Zoltan Mozer (Hypo Tirol Volleyballteam)    | 41,46% |
| 2       | Andrej Grut (SK Posojilnica Aich/Dob)       | 38,75% |
| 3       | Frederick Laure (Hypo Tirol Volleyballteam) | 37,04% |

| Miejsce | Zawodnik                                             |        |
| ------- | ---------------------------------------------------- | ------ |
| 1       | Andrej Grut (SK Posojilnica Aich/Dob)                | 31,25% |
| 2       | Štefan Chrtiansky junior (Hypo Tirol Volleyballteam) | 30,00% |
| 3       | Zoltan Mozer (Hypo Tirol Volleyballteam)             | 26,83% |

| Miejsce | Zawodnik                                 |   |
| ------- | ---------------------------------------- | - |
| 1       | Dejan Skočić (OK Mladost Marina Kaštela) | 7 |
| 2       | Davor Čebron (Hypo Tirol Volleyballteam) | 6 |
| 3       | Petar Kirczew (SK Posojilnica Aich/Dob)  | 6 |

| Miejsce | Zawodnik                                |        |
| ------- | --------------------------------------- | ------ |
| 1       | Andrej Flajs (ACH Volley Bled)          | 37,50% |
| 2       | Ivan Rančić (OK Mladost Marina Kaštela) | 12,50% |
| 3       | Alen Šket (ACH Volley Bled)             | 9,09%  |

| Miejsce | Zawodnik                                                |   |
| ------- | ------------------------------------------------------- | - |
| 1       | Andrej Grut (SK Posojilnica Aich/Dob)                   | 7 |
| 2       | Paulo Victor Costa da Silva (Hypo Tirol Volleyballteam) | 4 |
| 3       | Claudio Carletti (Hypo Tirol Volleyballteam)            | 3 |

| Miejsce | Zawodnik                                     |       |
| ------- | -------------------------------------------- | ----- |
| 1       | Andrej Flajs (ACH Volley Bled)               | 4,76% |
| 2       | Claudio Carletti (Hypo Tirol Volleyballteam) | 3,13% |
| 3       | Dejan Vinčić (ACH Volley Bled)               | 0,00% |